# ELNET
ELNET (European Lidership Network) (en español: Red Europea de Liderazgo) es una organización no gubernamental (ONG) y lobby cuya misión declarada es fortalecer las relaciones entre la Unión Europea y el Estado de Israel. 

## Historia
ELNET se creó en 2007 como un grupo europeo en defensa de Israel, para ayudar a los socios europeos a ser más activos políticamente, con el fin de contrarrestar las críticas hacia algunas de las políticas del Estado de Israel en Europa.
ELNET es una organización registrada que tiene sucursales en países como: Bélgica, Alemania, Polonia y Francia, donde está registrado oficialmente como lobby en la Asamblea Nacional de Francia desde noviembre de 2024.También tiene sucursales en la Unión Europea, donde es lobby registrado desde febrero de 2017, la OTAN e Israel. La organización tiene una representación con sede en los Estados Unidos, llamada Friends of ELNET (FELNET), centrada en la recaudación de fondos para mantener toda la red.
ELNET es una organización no partidista que trabaja para mejorar las relaciones estratégicas entre Israel y los países europeos.

## Actividades
ELNET tiene actividad y presencia en países como Alemania, Francia, España y Polonia, además cuenta con una oficina en Bruselas, Bélgica. La organización ha interactuado con funcionarios europeos en muchas ocasiones. ELNET ha acogido a más de 50 delegaciones europeas de parlamentarios, altos funcionarios gubernamentales y otros líderes políticos europeos en Israel.
ELNET también ha celebrado más de 20 diálogos estratégicos en Europa y ha involucrado a más de 500 participantes en su esfuerzo por mejorar el entendimiento y la cooperación entre Europa e Israel.
El papel de ELNET ha sido definido como una entidad para fomentar el activismo político pro-israelí. ELNET opera en Europa utilizando medios y mecanismos similares a los utilizados por grupos de interés como AIPAC en Estados Unidos.
En Estados Unidos, ELNET recibió al político Manuel Valls, ex-Primer Ministro francés, para concienciar sobre la importancia de las relaciones bilaterales entre Francia y el Estado de Israel.
ELNET fue fundada en 2007 en Bruselas y posteriormente en otras capitales europeas como Madrid, París, Berlín, Varsovia y Londres. ELNET también tiene presencia en Israel. El Foro para el Diálogo Estratégico es una rama de ELNET.